# Латвийская советская энциклопедия
Латвийская советская энциклопедия (ЛСЭ, латыш. Latvijas padomju enciklopēdija, LPE) — универсальное энциклопедическое издание на латышском языке в 12 томах, выпущенное в период с 1981 по 1988 год.

## История
Общая систематическая информация была опубликована в десяти томах. Специальный том, посвящённый ЛССР, позже был дополнительно издан в русском переводе. Дополнительный том содержал дополнения по биографиям, обновлённую статистику и сведения о политико-географических изменениях.
Энциклопедия была издана издательством «Главная редакция энциклопедий», отпечатана в Риге Рижской образцовой типографией в количестве 75 000 комплектов. Ответственный редактор — Петерис Еран.

## Содержание
Содержит около 60 000 статей и приблизительно 20 000 цветных и чёрно-белых иллюстраций, более 600 карт. Энциклопедия охватывает все темы по отраслям знания того времени.

## Изданные тома
| Том | Алфавитные заголовки | Год  |
| --- | -------------------- | ---- |
| 1   | A — Bh               | 1981 |
| 2   | Bi — Dža             | 1982 |
| 3   | Dže — Hain           | 1983 |
| 4   | Hait — Karta         | 1983 |
| 51  | Karte — Lauk         | 1984 |
| 52  | Latvijas PSR         | 1984 |
| 6   | Lauk — Monr          | 1985 |
| 7   | Mons — Plato         | 1986 |
| 8   | Platp — Singa        | 1986 |
| 9   | Singo — Trien        | 1987 |
| 101 | Tries — Žvīgu        | 1987 |
| 102 | дополнение           | 1988 |